# Igor Czerniawski
Igor Czerniawski (ur. 6 marca 1958) – rosyjski muzyk grający na instrumentach klawiszowych, od 1982 roku mieszkający w Polsce. Współzałożyciel grupy Aya RL i Santic, kompozytor największego przeboju grupy pt. „Skóra”. Grał w zespole Kosmetyki Mrs. Pinki. Współpracował m.in. z grupą One Million Bulgarians. Obecnie pracuje z Ramoną Rey.

## Dyskografia
- Yanina: Portret wewnętrzny – mastering